# Balch (cràter)
Balch és un cràter d'impacte en el planeta Venus de 40 km de diàmetre. Porta el nom d'Emily Greene Balch (1867-1961), economista estatunidenca i Premi Nobel, i el seu nom va ser aprovat per la Unió Astronòmica Internacional el 1994. Originalment s'anomenava cràter de Somerville.
Aquest cràter és un dels pocs exemples de cràters tectònicament modificats a Venus. L'absència d'aquests cràters indica un possible cessament de la deformació tectònica a Venus en algun moment de la història.